# Bryum neelgheriense
Bryum neelgheriense là một loài rêu trong họ Bryaceae. Loài này được Mont. mô tả khoa học đầu tiên năm 1848.